# Hyltebruks kommunblock
Hyltebruks kommunblock var ett tidigare kommunblock i Jönköpings län och Hallands län.

## Administrativ historik
Den 1 januari 1964 grupperades Sveriges 1006 dåvarande kommuner i 282 kommunblock som en förberedelse inför kommunreformen 1971. Hyltebruks kommunblock bildades då av Hylte landskommun och delar av Unnaryds landskommun (Jälluntofta församling och Södra Unnaryds församling) i Jönköpings län samt Torups landskommun i Hallands län. Kommunblocket hade vid bildandet 11 219 invånare.
1967 delades kommunblocken in i A-regioner och Hylte kommunblock kom då att tillhöra Halmstads a-region.
1971 överfördes större delen av Bolmsö församling från Unnaryds kommun till Ljungby kommun. Den del av församlingen som förblev i Unnaryds kommun överfördes samtidigt från Ljungby kommunblock till Hylte kommunblock. Två år senare överfördes dock denna del till Gislaveds kommunblock. Samtidigt med detta bytte kommunblocket både namn och kommunblockskod för att istället heta Hylte kommunblock med kod 1306 istället för 0612.
1974 bildades "blockkommunen" Hylte av kommunerna i området och kommunblocket upplöstes.